# Strikstraat (Nijmegen)

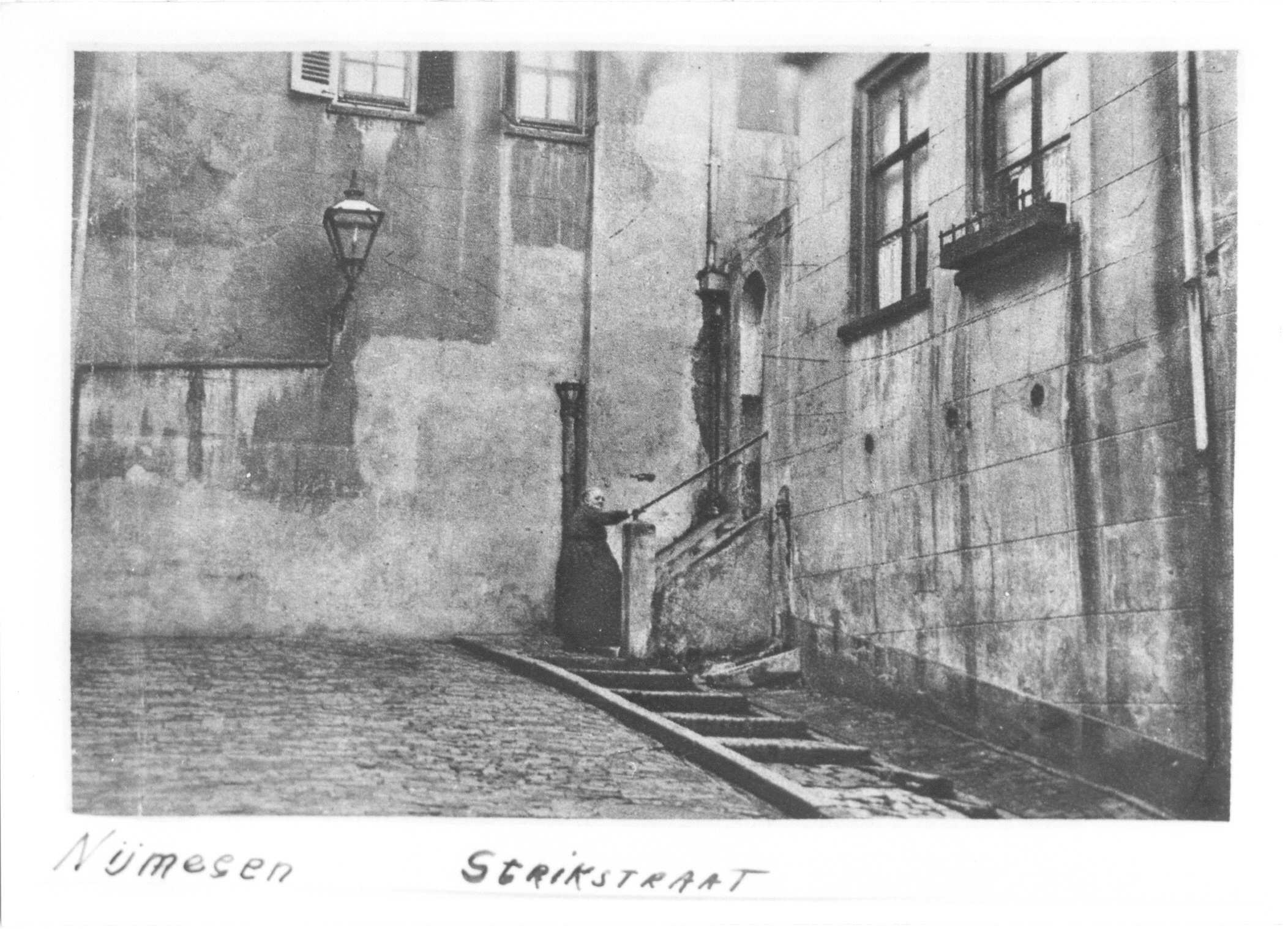
De straat in 1920

De Strikstraat was tot halverwege de 20e eeuw een straat in de Nijmeegse Benedenstad. De straat lag in de buurt van de Waalkade. 
De straat liep aanvankelijk vanaf de oorspronkelijke Vleeshouwerstraat in zuidelijke richting door tot aan een kruising met de Lindenberg en Bezembindersgas, nabij het Valkhof. De Strikstraat kruiste daarbij ook de Duivengas. In 1859 werd de Strikstraat vanwege een grootschalig bouwproject (zie onder) korter gemaakt. Na de Tweede Wereldoorlog is de straat bij de herinrichting van het stadscentrum uiteindelijk helemaal verdwenen.

## Geschiedenis
De oudst bekende vermelding van de Strikstraat is uit 1372. Vermoedelijk verwijst de naam van de straat naar Albert Strick, destijds de schepen van de stad.
In de zomer van 1858 reserveerde de magnaat Franciscus Johannes Hallo (ook bekend van het "Hallogas") het middelste gedeelte van de Strikstraat voor zichzelf, om hier zijn bouwplannen voor het wooncomplex Bat-Ouwe-Zate te kunnen verwezenlijken. Dit complex kwam er een jaar later. Het overgebleven noordelijke deel van de Strikstraat kwam nu hierop uit.
Na de Tweede Wereldoorlog wilde men in de Benedenstad het Groene Balkonplan realiseren. Daarbij zijn veel van de vroegere straten verlegd of helemaal verdwenen, inclusief de Strikstaat. De naam Strikstraat kwam in 1955 middels een raadsbesluit te vervallen.
Het hoofdgebouw van het cultureel centrum De Lindenberg staat nu ongeveer daar waar de Strikstraat liep.